# Dwykaselachus
Dwykaselachus is een geslacht van uitgestorven symmoriiformen, een kraakbeenachtige vis die leefde in wat nu Zuid-Afrika is tijdens het Perm, ongeveer 280 miljoen jaar geleden. Het werd ontdekt in de jaren 1980, in een knol van sedimenten van de Karoosupergroep. Dwykaselachus werd vernoemd naar de Dwykagroep, de groep van sedimentaire geologische formaties in het zuidoostelijke deel van Afrika. Het verwijst naar de vindplaats waar de typesoort Dwykaselachus oosthuizeni werd gevonden.
Voorafgaand aan de ontdekking werd gedacht dat symmoriiformen verwant waren aan haaien in de groep Elasmobranchii. CT-scans van zijn relatief intacte schedel toonden echter kenmerken zoals hersenvorm en binnenoorstructuur die worden gedeeld met kraakbeenachtige vissen uit de groep Holocephali, waaronder de chimaera's. Dit houdt in dat de eerste grote spreiding van kraakbeenvissen na het uitsterven tijdens het Devoon in feite Holocephali waren, in plaats van haaien zoals algemeen werd aangenomen.

## Geschiedenis en ontdekking
Dwykaselachus werd ontdekt in 1980 in een knol van sedimenten van de Dwykagroep van de Karoosupergroep door amateur-paleontoloog Roy Oosthuizen, en benoemd en beschreven door Burger Wilhelm Oelofsen in 1986. De geslachtsnaam combineert een verwijzing naar de Dwykagroep met het Grieks selachos, 'haai'. De soortaanduiding eert Oosthuizen als ontdekker.
Het holotype SAM K5840 is gevonden in en laag van de Prince Albert Shale Formation die dateert uit het Artinskien-Sakmarien. Het bestaat uit een natuurlijk afgietsel in een knol.
In 2013 scande co-auteur Dr. Robert Gess, een onderzoeker bij de afdeling geologie van het Albany Museum aan de Rhodes University in Zuid-Afrika, de schedel van Dwykaselachus met een CT-scan en toonde zo precies als een 3D-geconserveerd model een symmoriiforme morfologie. Aanvankelijk werd gedacht dat de schedel van een symmoriide haai was, maar na de CT-scan leek het beeld anatomische structuren te tonen die het exemplaar tonen als een vroege verwant van de chimaera's.
Een onderzoeksteam onder leiding van Michael Coates van het University of Chicago Medical Center heeft ontdekt dat spookhaaien, ook wel chimaera's genoemd, verwant zijn aan de 280 miljoen jaar oude vis Dwykaselachus oosthuizeni. Chimaera-achtige kenmerken, waaronder de unieke vormen van hersenzenuwen, neusgaten en binnenoren, suggereren dat Dwykaselachus oosthuizeni behoorde tot de groep Symmoriiformes. Hoewel hij qua uiterlijk op haaien lijkt, was Dwykaselachus eigenlijk geen haai, maar was hij eerder afgeweken van een gemeenschappelijke voorouder met echte haaien in het Devoon.

## Beschrijving
De computertomografische analyse van Dwykaselachus toont een symmoriiforme morfologie met driedimensionale articulatie. Het vertoont enkele chondrichthyide kenmerken, zoals de grote hypofyseale kamer en de dorsaal uitstekende endolymfatische ductus. De meest zichtbare gedeelde specialisatie gedeeld met chimaeroïden is de hoogte tussen de naar boven uitstekende mesencephalon-kamer en het onderste niveau van de telencephalon-ruimte. Bovendien deelt Dwykaselachus de kenmerkende chimaeroïde verhoging van de middenhersenen, ten opzichte van de voorhersenen.
De ontdekte schedel heeft ongewoon (ethmoïde) zeefbeenkraakbeen met grote halfronde neuscapsules. De neuscapsules worden overbrugd door een interne groef. Elk capsuledak is korter dan de bodem, wat suggereert dat, in tegenstelling tot veel haaien, de neusopeningen enigszins dorsaal waren gericht. De capsulewandopeningen omvatten een kanaal voor de reukzenuw (zenuw I), een foramen voor de profunduszenuw (zenuw V) en een opening in de bodem, die lijkt op de subnasale fenestra van Doliodus. Het hersenpandak is grotendeels compleet en laat weinig ruimte over voor de fontanel. Daarom is een precerbrale fontanel, een typisch kenmerk van niet-chimaeroïde Chondrichthyes, gereduceerd of afwezig.

## Fylogenie
De fylogenetische analyses stellen het belang vast van de gedeelde overeenkomsten tussen Dwykaselachus en chimaeroïden, wat suggereert dat symmoriiformen, waaronder Dwykaselachus, een zusterclade vormen voor de Iniopterygia en Holocephalia. De gedetailleerde fossiele chondrichthyide gegevens die in het artikel van Coates et alii worden gebruikt, leverden sterk bewijs voor die hypothese. Dus de uitbreiding van het lidmaatschap van de holocephalische stam verplaatst de divergentie van de chondrichthyide kroongroep naar een diepere fylogenetische knoop.
Een ander onderzoek gedaan door Coates et alii toonde aan dat fylogenetische analyse Gladbachus erkent als een stamchondrichthyide. Er werd sterk bewijs geleverd om de Chondrichthyes als kroonclade te ondersteunen. Het suggereert dat de initiële evolutionaire spreiding van kroonchondrichthyiden voornamelijk na het Devoon plaatsvond en een belangrijk onderdeel vormt van het herstel van gewervelde dieren na het massale uitsterven aan het einde van het Devoon.
De huidige analyses richten zich op de tegenstrijdige patronen van karakterstatusverdelingen, wat een herhaalde en convergerende evolutie van chondrichthyide specialisaties onder de vroegste totale groepsleden impliceert. Vroege chondrichthyide soorten suggereren dat de morfologische ongelijkheid in de vroege leden van de totale chondrichthyide groep waarschijnlijk aanzienlijk groter was dan direct kan worden waargenomen.